# Het Uur van de Wolf (radioprogramma)

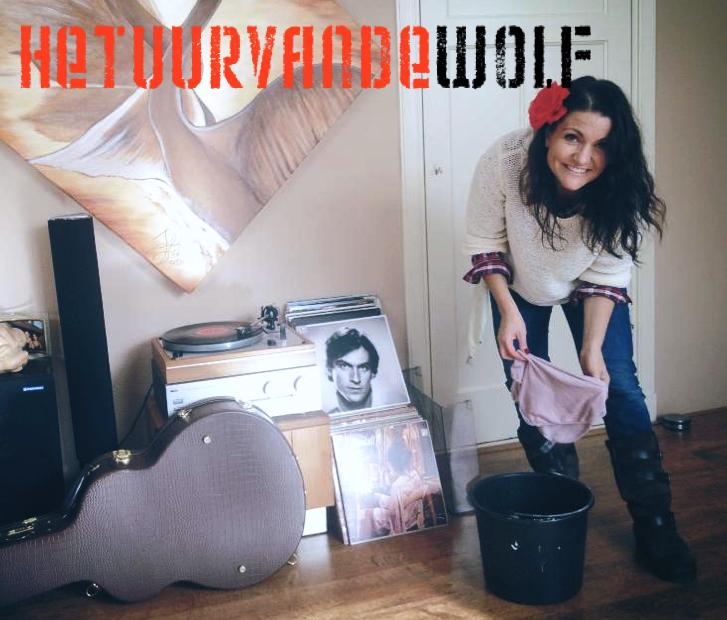
Het Uur van de Wolf, met Lana Wolf.

Het Uur van de Wolf is een Nederlands radioprogramma geproduceerd en gepresenteerd door Lana Wolf. Het programma wordt elke zaterdag uitgezonden op NH Radio. en Ice Radio

## Geschiedenis
Het programma bestaat sinds 19 februari 2011. Het is voortgekomen uit het radioprogramma Siebelink, Wolf & Stenders dat uitgezonden werd op KX Radio.
Het Uur van de Wolf heeft geen door de omroep bepaalde playlist, maar de muziek is vooral een wisselende selectie uit de muziekgenres: 70's, countrymuziek, Westcoast-jazz, americana, singer-songwriter en rock.
Vanaf 2015 is Het Uur van de Wolf ook de naam, waaronder andere muziekproducties van Lana Wolf gebracht worden.